# Лангерман, Вилибальд фон
Вилибальд фрайхерр фон Лангерман унд Эрленкамп (нем. Willibald Freiherr von Langermann und Erlencamp; 29 марта 1890 — 3 октября 1942) — немецкий барон (фрайхерр), участник Первой и Второй мировых войн, генерал танковых войск Германии. Кавалер Рыцарского креста с Дубовыми листьями.

## Биография

### Первая мировая война
Родился в 1890 году в семье мекленбургского офицера, генерал-майора Рудольфа фон Лангерман унд Эрленкампа (1858—1927) и Иды Вильгельмины Матильды, урождённой фон Штёссер (1867—1957). Заступил на службу в Прусскую армию 30 сентября 1908 года фанен-юнкером (кандидат в офицеры). 22 марта 1910 года назначен лейтенантом в 5-й Рейнский драгунский полк барона фон Мантойфеля Германской имперской армии.
На момент начала Первой мировой войны фон Лангерман был изначально полковым адъютантом. После повышения в звании до оберлейтенанта 25 февраля 1915 года он стал командиром роты. В середине августа 1916 года он был командирован в  штаб 10-го резервного корпуса, а затем немного позже и в 22-ю резервную дивизию, где 18 июня 1917 года был повышен до капитана (ротмистра). Во время войны был награждён Железными крестами обоих классов.

### Между мировыми войнами
После войны фон Лангерман продолжил службу в рейхсвере, командуя эскадроном в 13-м прусском рейтарском полку в Ганновере. 1 ноября 1930 года произведён в майоры, до июня 1935 года был преподавателем в кавалерийской школе сухопутных войск. Затем он стал командиром 4-го кавалерийского полка, 10 ноября 1938 года назначен инспектором конных и транспортных сил в штабе сухопутных войск Германии и дослужился до звания полковника.

### Вторая мировая война
В начале войны фон Лангерман был назначен командиром 410-го особого административного штаба, который отвечал за призыв в вермахт в 10-м военном округе. 1 марта 1940 года произведён в генерал-майоры, 7 мая 1940 года назначен командиром 29-й моторизованной пехотной дивизии, с которой участвовал в составе группы Гудериана во Французской кампании, сражаясь в Бельгии и Франции. Награждён пряжками к Железным крестам обоих классов и Рыцарским крестом железного креста (15 августа 1940) за переправу через канал Рейн-Марна и выход к швейцарской границе. 7 сентября 1940 года фон Лангерман возглавил 4-ю танковую дивизию, с которой участвовал в первых боях войны против СССР на территории Белоруссии и вплоть до операции «Тайфун» на московском направлении. 7 января 1942 года он был назначен командиром 24-го моторизованного корпуса, после чего произведён в генерал-лейтенанты.
17 февраля 1942 Вилибальд фон Лангерман был награждён Дубовыми листьями (№ 75) к Рыцарскому кресту, а 1 июня 1942 года произведён в генералы танковых войск. Однако после награждения Дубовыми листьями к Рыцарскому кресту фон Лангерман демонстративно ушёл из зала, обескуражив Гитлера. Главный адъютант фюрера, Рудольф Шмундт сделал выговор фон Лангерману, на что тот дерзко ответил: «Если он настолько нетактичен, что не может мне сказать даже о смерти моего единственного сына, то я не хочу больше ничего о нём знать». Тремя днями ранее фон Лангерман пожаловался на нехватку оборудования для проведения операций в зимних условиях и на противоречивые приказы высшего руководства.
Генерал был убит 3 октября 1942 года во время битвы за Сталинград недалеко от населённого пункта Сторожевое 1-е Воронежской области прямым попаданием 120-мм мины во время разведки на передовой. В результате взрыва погибли венгерские полковники Геза Надь (командир 20-й лёгкой дивизии) и Йожеф Мике (командир 14-го пехотного полка).

## Награды
- Железный крест (1914) 2-го и 1-го класса (Королевство Пруссия)
- Почётный крест Первой мировой войны 1914/1918 с мечами (1934)
- Медаль «В память 1 октября 1938 года»
- Пряжка к Железному кресту (1939) 2-го класса (30 мая 1940)
- Пряжка к Железному кресту (1939) 1-го класса (14 июня 1940)
- Нагрудный знак «За танковую атаку»
- Рыцарский крест Железного креста с дубовыми листьями
  - рыцарский крест (15 августа 1940)
  - дубовые листья (№ 75) (17 февраля 1942)